# Department of Information and Communications Technology
Department of Information and Communications Technology (DICT), Filipino Kagawaran ng Teknolohiyang Pang-Impormasyon at Komunikasyon, deutsch „Ministerium für Informations- und Kommunikationstechnik“, ist die oberste politische, planende, koordinierende, implementierende und administrative Exekutiveinheit der Regierung der Philippinen, die die Agenda zur nationalen Entwicklung der Informations- und Kommunikationstechnik (ICT) plant, entwickelt und fördert. Deutsches Pendant ist in etwa das Bundesministerium für Wirtschaft und Energie.
Der Sitz des DICT befindet sich in Quezon City.